# Paratrachelophorus medvedevi
Paratrachelophorus medvedevi is een keversoort uit de familie bladrolkevers (Attelabidae). De wetenschappelijke naam van de soort werd in 2003 gepubliceerd door Andrei Aleksandrovich Legalov.